# Liste der Wiener Gemeindebauten/Simmering
Diese Liste zählt die Gemeindebauten im 11. Wiener Gemeindebezirk Simmering auf.
Es werden nur solche Objekte angeführt, die seit Beginn des sozialen Wohnbaus errichtet wurden. Ältere Häuser, die im Besitz der Stadt Wien sind und in denen ebenfalls Gemeindewohnungen vergeben werden, fehlen daher.
Im zweiten Teil ist eine Siedlung angeführt, die von Wiener Wohnen verwaltet wird. Eine Übersicht über die Siedlungen der 1920er, die aus der von der Stadt Wien unterstützten Siedlerbewegung hervorgegangen sind, gibt es unter Liste der Wiener Wohnsiedlungen der Ersten Republik.

## Bauten
| Name / ID                                                       | Foto |                 | Adresse                                    | Baujahr   | Architekt(en) | Kunstobjekte | Wohnungen | Anmerkungen |
| --------------------------------------------------------------- | ---- | --------------- | ------------------------------------------ | --------- | --- | --- | --------- | --- |
| 1708                                                            | BW   | Datei hochladen | Am Hofgartel 3–7 Standort                  | 1995–1997 | Edgar Göth, Georg Popper, Georg Lisner | | 276       | |
| 1709                                                            | BW   | Datei hochladen | Am Hofgartel 8–10 Standort                 | 1995–1997 | Sylvia Fritz-Anhalt, Hilde Filas, Josef Krawina | | 183       | Identadresse Ernst-Heiss-Gasse 1 |
| 826                                                             | 1    | Datei hochladen | Delsenbachgasse 7–11 Standort              | 1949–1950 | Willy Grunert | | 71        | Identadresse Wilhelm-Otto-Straße 15 |
| 833                                                             | 1 BW | Datei hochladen | Dommesgasse 1–7 Standort                   | 1956–1957 | Otto Schönthal, Matthäus Jiszda II., Fritz Slama | Mosaikwandbild „Vogelflug“ von Helene Hädelmayr, Springbrunnen aus vier Mosaikscheiben von Josef Seebacher (1960/61) | 127       | Identadresse Simmeringer Hauptstraße 102 |
| 858                                                             | BW   | Datei hochladen | Dreherstraße 2 Standort                    | 1991–1992 | Hilde Filas | | 40        | Identadresse Muhrhoferweg 12 |
| Josef-Scheu-Hof 132 HERIS-ID: 48118 Objekt-ID: 51514            | 1    | Datei hochladen | Ehamgasse 4 Standort                       | 1925–1926 | Franz Wiesmann | Brunnenplastik „Nixchen“ von Anton Endstorfer | 187       | Denkmalschutz Benannt nach Josef Scheu Identadresse Zehetbauergasse 2, Drischützgasse 5, Herbortgasse 7 |
| Friedrich-Engels-Hof 135 HERIS-ID: 62048 Objekt-ID: 74563       | 1 BW | Datei hochladen | Ehamgasse 8 Standort                       | 1925–1926 | Franz Kaym, Hugo Gorge, Alfons Hetmanek | Steinskulpturen Schreitender Mann und Schreitende Frau von Karl Stendal | 164       | Denkmalschutz Benannt nach Friedrich Engels Identadresse Herderplatz 5, Herbortgasse 11 |
| 830                                                             | 1 BW | Datei hochladen | Ehamgasse 49 Standort                      | 1955–1956 | Carl Auböck | Mosaik von Kurt Möser über dem Eingang | 15        | |
| 824                                                             | 1    | Datei hochladen | Eisteichstraße 11 Standort                 | 1957–1958 | Armin Dolesch | | 32        | Identadresse Wilhelm-Otto-Straße 4-6 |
| 850                                                             | 1    | Datei hochladen | Eisteichstraße 17–27 Standort              | 1976–1982 | Peter Paul Pontiller, Peter E. Swienty | | 149       | Identadresse Fuchsröhrenstraße 36, Fuchsröhrenstraße 40-46 |
| Hedorfer-Hof 138                                                | BW   | Datei hochladen | Enkplatz 1 Standort                        | 1945–1950 | Robert Kotas | | 33        | Benannt nach dem Politiker Florian Hedorfer (1865–1948) Identadresse Simmeringer Hauptstraße 76 |
| Karl-Swoboda-Hof 14                                             | 1    | Datei hochladen | Florian-Hedorfer-Straße 28–44 Standort     | 1968–1971 | Edgar Göth | Kunststeinplastik „Trojanisches Pferd“ von Susanne Peschke-Schmutzer | 589       | Benannt nach dem Politiker Karl Swoboda (1915–1967) Identadresse Mitterweg 2-6, Bleriotgasse 46, Oriongasse 15-19 |
| 822 HERIS-ID: 48095 Objekt-ID: 51485                            | 1    | Datei hochladen | Fuchsröhrenstraße 22–30 Standort           | 1930–1932 | Rudolf Perthen | | 87        | Denkmalschutz Identadresse Wilhelm-Otto-Straße 2 |
| Gustav-Fuchs-Hof 144                                            | 1    | Datei hochladen | Geiselbergstraße 16–24 Standort            | 1954–1956 | Oskar Payer, Carl Rössler | Wandmosaiken „Jagd“ und „Darstellungen aus dem Alltag“ von Otto Rudolf Schatz | 219       | Benannt nach dem Politiker Gustav Fuchs (1902–1981) Mosaike unter Denkmalschutz |
| Max-Wopenka-Hof 147                                             | 1    | Datei hochladen | Geiselbergstraße 27–31 Standort            | 1955–1957 | Eduard Berger, Viktor Kraft, Alois Brunner, Kurt Keiter, Hanns Hilscher, Ernst Irsigler, Hans Schimitzek | Brunnenanlage von Alois Heidel im Hof (nicht mehr vorhanden), Mosaikwandbilder „Kinderhort“ von Maximilian Melcher und „Ornament“ von Harold Reitterer | 373       | Benannt nach dem Bezirksvorsteher von Simmering Max Wopenka (1903–1952) Identadresse Brehmstraße 11-17, Nemelkagasse 2-8 |
| Kurt-Holubarz-Hof 140                                           | 1    | Datei hochladen | Geiselbergstraße 33 Standort               | 1950–1951 | Josef Jaroslav Bayer | | 47        | Benannt nach dem Politiker Kurt Holubarz (1922–2000) |
| Widholzhof 133 HERIS-ID: 48119 Objekt-ID: 51515                 | 1    | Datei hochladen | Geiselbergstraße 60-64 Standort            | 1925–1926 | Engelbert Mang | Brunnen mit Pelikanskulpturen von Alfred Hofmann | 181       | Denkmalschutz Benannt nach Laurenz Widholz Identadresse Ehamgasse 3, Greifgasse 4, Herderplatz 9, Lorystraße 22 |
| 836                                                             | BW   | Datei hochladen | Geystraße 5–7 Standort                     | 1960–1961 | Robert Kapeller | | 30        | |
| 819                                                             | 1    | Datei hochladen | Gratian-Marx-Straße 4 Standort             | 1929      | Alfred Wildhack | | 13        | |
| 828                                                             | 1    | Datei hochladen | Gratian-Marx-Straße 5 Standort             | 1952      | Rudolf Wesecky | | 17        | |
| 829                                                             | BW   | Datei hochladen | Gratian-Marx-Straße 12–14 Standort         | 1953–1954 | Erich Lamprecht | | 52        | |
| Wohnhausanlage Hasenleiten 148 HERIS-ID: 48140 Objekt-ID: 51541 | 1 BW | Datei hochladen | Hasenleitengasse 10-14 Standort            | 1937–1950 | Oskar Unger, Otto Trnik, Friedrich Punzmann, Oskar Heymann, Anton Valentin, Moritz Servé | Terrakottareliefs von Hans Rauser: „Kinder beim Ballspiel“ und „Kinder bei Musik und Reigentanz“ (1949/50) | 1219      | Denkmalschutz Benannt nach einem Flurnamen Identadresse Zamenhofgasse 1, Zsigmondygasse 2, Friedjunggasse 1, Zamenhofgasse 2, Zsigmondygasse 4, Konrad-Thurnher-Gasse 1, Friedjunggasse 2, Am Kanal 79, Konrad-Thurnher-Gasse 2, Zsigmondygasse 6, Friedjunggasse 3, Oerleygasse 2, Zamenhofgasse 4, Konrad-Thurnher-Gasse 3, Oerleygasse 4, Friedjunggasse 4, Am Kanal 81, Konrad-Thurnher-Gasse 4, Oerleygasse 6, Friedjunggasse 5, Oerleygasse 1, Konrad-Thurnher-Gasse 5, Oerleygasse 3, Oerleygasse 5, Am Kanal 83, Friedjunggasse 9, Konrad-Thurnher-Gasse 9, Am Kanal 87, Konrad-Thurnher-Gasse 11, Am Kanal 89, Am Kanal 85 |
| Dr.-Franz-Klein-Hof 130 HERIS-ID: 62045 Objekt-ID: 74559        | 1    | Datei hochladen | Herbortgasse 22-24 Standort                | 1924/25   | Karl Alois Krist | Auf Konsolen sitzende Kinderfiguren am ehemaligen Kinderhort von Siegfried Bauer, Gedenkmedaillon für Franz Klein von Wilhelm Frass | 223       | Denkmalschutz Benannt nach Franz Klein Identadresse Am Kanal 71, Grillgasse 40, Herderplatz 6 |
| 834                                                             | BW   | Datei hochladen | Herbortgasse 42 Standort                   | 1958–1959 | Rudolf Brandstätter | Eiserne Ballspielwand „Fünfklang“ von Elisabeth Turolt | 65        | Identadresse Römersthalgasse 14 |
| 821 HERIS-ID: 48130 Objekt-ID: 51529                            | 1    | Datei hochladen | Herbortgasse 43 Standort                   | 1929      | Heinz Rollig | | 52        | Denkmalschutz Identadresse Römersthalgasse 12 |
| Otto-Mraz-Hof 30                                                | 1 BW | Datei hochladen | Hugogasse 20 Standort                      | 1964–1966 | Anneliese Tröster, Andreas Tröster | Skulptur „Kind mit Bär“ von Alfred Hofmann (1956) | 78        | Benannt nach dem Bezirksvorsteher von Simmering Otto Mraz (1925–1999) |
| Richard-Wadani-Hof 853                                          | BW   | Datei hochladen | Kaiser-Ebersdorfer Straße 12–18 Standort   | 1979–1981 | Walter Muchar | | 45        | 2022 benannt nach Richard Wadani |
| 851                                                             | BW   | Datei hochladen | Kaiser-Ebersdorfer Straße 290–292 Standort | 1977–1979 | August Kastner | | 26        | |
| Stefan-Achatz-Hof 149                                           | 1    | Datei hochladen | Kaiser-Ebersdorfer Straße 332 Standort     | 1957–1959 | Friedrich Rollwagen, Hanns Miedel jun. | Wandmosaike „Zierbrunnen mit Tieren“ von Erich Huber und „Elefant“ von Anton Krejcar (soll an Soliman, den ersten Elefanten in Wien erinnern, der in Schloss Kaiserebersdorf gehalten wurde) | 91        | Benannt nach dem Politiker Stefan Achatz (1905–1979) Identadresse Münnichplatz 1 |
| Karl-Maisel-Hof 15                                              | 1    | Datei hochladen | Koblicekgasse 2-8 Standort                 | 1969–1971 | Wiener Stadtbauamt, MA19 | Natursteinplastik „Öffnung“ von Hermann Walenta, Natursteinplastik „Spärisch-kreatürlich (Figur 67)“ von Oskar Höfinger | 1074      | Benannt nach Karl Maisel Identadresse Lindenbauergasse 84, Bleriotgasse 25-31, Florian-Hedorfer-Straße 25-27, Lindenbauergasse 80, Bleriotgasse 21, Rohrhofergasse 3-5, Lindenbauergasse 72 |
| Leopold-Schwarz-Hof 146 HERIS-ID: 48086 Objekt-ID: 51476        | 1    | Datei hochladen | Kopalgasse 1 Standort                      | 1955–1956 | Viktor Ruczka | | 40        | Denkmalschutz Benannt nach dem Politiker Leopold Schwarz (1919–1986) Identadresse Rinnböckstraße 70, Simmeringer Hauptstraße 71 |
| Anton-Schrammel-Hof 136 HERIS-ID: 48102 Objekt-ID: 51495        | 1    | Datei hochladen | Kopalgasse 55–61 Standort                  | 1925–1926 | Karl Krist | | 218       | Denkmalschutz Benannt nach dem Gewerkschafter Anton Schrammel (1854–1917) Identadresse Meichlstraße 6 |
| 831                                                             | BW   | Datei hochladen | Krausegasse 14 Standort                    | 1953–1954 | Hanns Kunath | | 34        | |
|                                                                 | 1    | Datei hochladen | Landwehrstraße 3 Standort                  | 1926      | Karl Schmalhofer | | 36        | (keine ID) |
|                                                                 | 1    | Datei hochladen | Landwehrstraße 5 Standort                  | 1932      | Karl Schmalhofer | | 48        | (keine ID) |
| Karl-Tlasek-Hof 141                                             | BW   | Datei hochladen | Lorystraße 16–18 Standort                  | 1951–1952 | Willy Grunert | Keramikrelief „Bootfahrer“ von Georg Schmid | 48        | Benannt nach dem Opfer des Nationalsozialismus Karl Tlasek (1897–1932) |
| Alfred-Wunsch-Hof 143                                           | BW   | Datei hochladen | Lorystraße 33–37 Standort                  | 1953–1959 | Walter Schwarz, August Bauer | Kachelwandbild „Szenen aus der Simmeringer Haide“ von Franz Zülow, Freiplastik „Knabengruppe“ von Rudolf Schwaiger | 105       | Benannt nach dem Politiker Alfred Wunsch (1892–1979) Kunstobjekte unter Denkmalschutz Identadresse Gottschalkgasse 17-19, Hakelgasse 10-12 |
| Alfons-Petzold-Hof 131 HERIS-ID: 48120 Objekt-ID: 51516         | 1    | Datei hochladen | Lorystraße 36–38 Standort                  | 1923–1924 | Adolf Stöckl | | 95        | Denkmalschutz Benannt nach Alfons Petzold Identadresse Herderplatz 3-4, Hakelgasse 14-18 |
| Karl-Höger-Hof 134 HERIS-ID: 48126 Objekt-ID: 51524             | 1    | Datei hochladen | Lorystraße 40–42 Standort                  | 1925–1926 | Franz Kaym, Hugo Gorge, Alfons Hetmanek | | 220       | Denkmalschutz Benannt nach dem Politiker Karl Höger (1847–1913) Identadresse Ehamgasse 5, Grillgasse 26-30, Hakelgasse 15 |
| 856                                                             | BW   | Datei hochladen | Lorystraße 46–48 Standort                  | 1987–1989 | Harry Glück | | 90        | Identadresse Grillgasse 29, Ehamgasse 19 |
| Karl-Lory-Hof 840                                               | BW   | Datei hochladen | Lorystraße 54–60 Standort                  | 1964–1966 | Rotraut Hommer | Natursteinplastik „Weibliche Figur“ von Fritz Pilz | 95        | Benannt nach Karl Lory (1795–1867), Arzt und Wohltäter |
| 848                                                             | BW   | Datei hochladen | Lorystraße 57 Standort                     | 1975–1976 | Robert Poschacher | | 35        | |
| 849                                                             | 1    | Datei hochladen | Luzegasse 2–4 Standort                     | 1976–1978 | Walter Strauss, Heinrich Benedikt | „Meditationsstein“ von Karl Prantl, Wandmosaik „Baum“ von Stephan Pral | 98        | Identadresse Kaiser-Ebersdorfer Straße 176 |
| 839                                                             | 1    | Datei hochladen | Mautner-Markhof-Gasse 10 Standort          | 1964–1966 | Rudolf Wawrik, Hans Gass, Karl Peroutka, Otto Nadel, Elisabeth Gass | Skulptur „Plastikenzaun“ von Kurt Goebel, Freistehendes Sandsteinrelief „Türkenlager 1683“ von Heinz Leinfellner (1943, seit 1967 am jetzigen Standort) | 642       | Identadresse Kopalgasse 4-28, Kopalgasse 44-46, Rinnböckstraße 69 |
| Felix-Swoboda-Hof 278                                           | BW   | Datei hochladen | Mitterfeldgasse 1–3 Standort               | 1980–1983 | Hannes Roller, Helmut Franz Ohner, Gerd Handsur | | 144       | Benannt nach dem Politiker Felix Swoboda (1891–1953) Identadresse Schemmerlstraße 14 |
| 832                                                             | BW   | Datei hochladen | Molitorgasse 5–9 Standort                  | 1955–1957 | Oskar Trubel | Wandmosaik „Gestirne“ von Hermann Kosel | 48        | Identadresse Rinnböckstraße 33 |
| 1750                                                            | 1 BW | Datei hochladen | Molitorgasse 15 Standort                   | 1983–1985 | Kurt Vana, Harald Wutscher, Kurt Buchta, Heinz Neumann, Sepp Frank | Marmorplastik „Figur“ von Franz Anton Coufal | 255       | Identadresse Dopplergasse 2, Dopplergasse 2a, Urschenböckgasse 14 |
| 846                                                             | 1    | Datei hochladen | Muhrhoferweg 1–5 Standort                  | 1971–1973 | Otmar Patak, Franz Kahrer, Franz A. Bayer, Anton Holtermann, Karl Musil, Walter Schneider | Stahlplastik „Königin“ von Gerhardt Moswitzer | 496       | Identadresse Hopfnerweg 2, Flammweg 13-15 |
| 844                                                             | 1    | Datei hochladen | Muhrhoferweg 7–11 Standort                 | 1972–1973 | Otmar Patak, Anton Holtermann, Franz A. Bayer, Walter Klingraber, Franz Kahrer, Walter Schneider, Karl Musil | Bronzeplastik „Widerstand“ von Karl Sukopp, Brunnenplastik „Pinguin auf Wasserball“ von Christine Novotny | 460       | |
| 843                                                             | 1    | Datei hochladen | Muhrhoferweg 13–19 Standort                | 1971–1972 | Otmar Patak, Anton Holtermann, Walter Schneider, Karl Musil, Walter Klingraber, Franz A. Bayer, Franz Kahrer | Natursteinplastik „Aufragende Form“ von Hans Knesl | 421       | Identadresse Kaiser-Ebersdorfer Straße 328 |
| 857                                                             | 1    | Datei hochladen | Oberleitengasse 1 Standort                 | 1989–1991 | Diether S. Hoppe, Heinz Werderitsch | | 91        | Identadresse Trinkhausstraße 2 |
| 854                                                             | 1    | Datei hochladen | Oberleitengasse 19–23 Standort             | 1983–1985 | Johannes Peter | | 52        | |
| 847                                                             | 1 BW | Datei hochladen | Pantucekgasse 9–11 Standort                | 1972–1973 | Eugenie Pippal-Kottnig, Edgar Göth, Rudolf Angelides, Ludwig Hammerschmid, Ernst Lederer-Ponzer, Friedrich Holey, Richard Praun, Harald Scheidl, Walter Hübner, Kurt Neugebauer, Adolf Svancar, Friedrich Weinkopf, Günther Ludwig      | Natursteinplastik „Rat der Alten“ von Franz Xaver Hauser, künstlerisch gestaltete Schulfassade von Peter Holowka | 472       | Identadresse Miltnerweg 9-13, Trepulkagasse 4-6, Roschegasse 5-7 |
| 845                                                             | BW   | Datei hochladen | Pantucekgasse 33 Standort                  | 1969–1970 | Ludwig Hammerschmid, Harald Scheidl, Walter Hübner, Friedrich Holey, Ernst Lederer-Ponzer, Rudolf Angelides, Adolf Svancar, Kurt Neugebauer, Friedrich Weinkopf, Edgar Göth, Richard Praun, Eugenie Pippal-Kottnig, Günther Ludwig      | Stahlgussplastik „Aggression“ von Karl Anton Wolf | 446       | Identadresse Miltnerweg 18-20, Miltnerweg 17-19, Miltnerweg 23, Miltnerweg 28, Miltnerweg 32, Widholzgasse 7, Herretweg 9 |
| 835                                                             | 1 BW | Datei hochladen | Rinnböckstraße 14–18 Standort              | 1960–1961 | Rudolf Hönig | Natursteinplastik „Spielende Löwen“ von Alfred Hrdlicka | 39        | Plastik unter Denkmalschutz Identadresse Simmeringer Hauptstraße 13 |
| HERIS-ID: 48084 Objekt-ID: 51474                                | 1    | Datei hochladen | Rinnböckstraße 21 Standort                 | 1928/29   | Alexander Popp | | 29        | Denkmalschutz Denkmalschutz (keine ID) |
| Wilhelm-Weber-Hof 139                                           | BW   | Datei hochladen | Rinnböckstraße 35–43 Standort              | 1949–1951 | Hans Paar, Viktor Adler | Steinzeugrelief „Bauhandwerker“ von Wilhelm Frass | 262       | Benannt nach dem Bezirksvorsteher von Simmering Wilhelm Weber (1907–1981) Relief unter Denkmalschutz Identadresse Molitorgasse 4-8, Pachmayergasse 7 |
| 1701                                                            | BW   | Datei hochladen | Rosa-Jochmann-Ring 1 Standort              | 1995–1997 | Walter Stelzhammer | | 109       | Identadresse Svetelskystraße 2 |
| 1700                                                            | BW   | Datei hochladen | Rosa-Jochmann-Ring 3 Standort              | 1995–1997 | Karl Mang, Peter Bitschnau, Fritz Waclawek | | 257       | |
| 1707                                                            | BW   | Datei hochladen | Rosa-Jochmann-Ring 5 Standort              | 1994–1996 | Otmar Hasler, Helmut Küffel, Reinhard Gieselmann, Margarethe Cufer, Roland Hagmüller, Pekka Janhunen | | 545       | Identadresse Svetelskystraße 8 |
| 1768                                                            | BW   | Datei hochladen | Rosa-Jochmann-Ring 46–54 Standort          | 1994–1997 | Josef Krawina | | 329       | |
| 838                                                             | BW   | Datei hochladen | Römersthalgasse 9–17 Standort              | 1961–1962 | Felix Hasenöhrl, Leopoldine Schwarzinger | Natursteinplastik „Familie“ von Hannes Haslecker | 118       | |
| 820 HERIS-ID: 48085 Objekt-ID: 51475                            | 1    | Datei hochladen | Schneidergasse 9 Standort                  | 1928–1929 | Friedrich Fischer | | 10        | Denkmalschutz |
| Franz-Haas-Hof 859                                              | 1    | Datei hochladen | Simmeringer Hauptstraße 30–32 Standort     | 1991–1993 | Georg Feferle, Helmut Stumvoll, Eva Weil | | 158       | Benannt nach dem Bezirksvorsteher von Simmering Franz Haas (1937–2008) Identadresse Am Kanal 29 |
| Johann Hatzl-Hof 855                                            | 1    | Datei hochladen | Simmeringer Hauptstraße 34–40 Standort     | 1982–1985 | Norbert Kotz, Peter Gebhart, Ernst Ströher, Josef Kohlseisen, Emma Berg, Gerd Neversal | Metallplastik „Ohne Titel“ von Karl Anton Wolf | 422       | Benannt nach dem Politiker Johann Hatzl (1942–2011) |
| Wilhelm-Svetelsky-Hof 145                                       | 1    | Datei hochladen | Simmeringer Hauptstraße 60–64 Standort     | 1956/57   | Heinrich Vana, Sepp Stein | Sgraffitowandbild „Abstraktion“ von Fritz Riedl | 111       | Benannt nach dem Politiker Wilhelm Svetelsky (1905–1987) Sgraffito unter Denkmalschutz. Identadresse Hauffgasse 1 |
| Eduard-Pantucek-Hof 31                                          | BW   | Datei hochladen | Simmeringer Hauptstraße 93 Standort        | 1960–1961 | Kurt Eckel | | 31        | Benannt nach dem Bezirksvorsteher von Simmering Eduard Pantucek (1887–1961) |
| Johann-Holzer-Hof 32                                            | BW   | Datei hochladen | Simmeringer Hauptstraße 106–108 Standort   | 1960–1961 | Willy Grunert | Spielplastik „Rutsche“ von Andrea Schrittwieser | 69        | Benannt nach dem Gewerkschafter Johann Holzer (1907–1976) |
| 1715                                                            | BW   | Datei hochladen | Simmeringer Hauptstraße 108 A Standort     | 1999–2000 | Architektengruppe U-Bahn (Wilhelm Holzbauer, Heinz Marschalek, Georg Ladstätter, Bert Gantar) | | 16        | |
| 837                                                             | BW   | Datei hochladen | Simmeringer Hauptstraße 136–140 Standort   | 1960–1961 | Walter Foral | | 46        | |
| Rosa-Jochmann-Hof 823 HERIS-ID: 48142 Objekt-ID: 51543          | 1    | Datei hochladen | Simmeringer Hauptstraße 142–150 Standort   | 1931–1932 | Josef Frank, Oskar Wlach | | 286       | Denkmalschutz Benannt nach Rosa Jochmann Identadresse Fickeysstraße 8, Pleischlgasse 9-17, Strachegasse 3-7 |
| 818                                                             | 1    | Datei hochladen | Simmeringer Hauptstraße 240 Standort       | 1924–1925 | Wilhelm Peterle | | 31        | Für Bedienstete der Gärtnerei des Wiener Zentralfriedhofs errichtet |
| Strindberghof 137 HERIS-ID: 48098 Objekt-ID: 51488              | 1    | Datei hochladen | Strindberggasse 1 Standort                 | 1930–1933 | Emil Hoppe, Otto Schönthal | Zwei Kupferblechreliefs Symphonie der Arbeit von Angela Stadtherr | 552       | Denkmalschutz Benannt nach August Strindberg Identadresse Delsenbachgasse 2-4, Rinnböckstraße 55-61, Strindberggasse 2, Zippererstraße 23-27 |
| Herbert-Böhm-Hof 13                                             | 1    | Datei hochladen | Studenygasse 7–11 Standort                 | 1966–1967 | | Skulptur „Aphorismus“ von Heinrich Deutsch | 258       | Benannt nach dem Bezirksvorsteher-Stellvertreter von Simmering Herbert Böhm (1927–2000) |
| 842                                                             | BW   | Datei hochladen | Thürnlhofstraße 20–24 Standort             | 1971–1972 | Richard Praun, Edgar Göth, Friedrich Weinkopf, Kurt Neugebauer, Ludwig Hammerschmid, Ernst Lederer-Ponzer, Harald Scheidl, Eugenie Pippal-Kottnig, Günther Ludwig, Friedrich Holey, Walter Hübner, Adolf Svancar, Rudolf Angelides      | Keramikverkleidete freistehende Betonwand „Abstrakte Gestaltung“ von Carl Unger, Steinskulptur „Kyklopenmauerwerk“ von Arnulf Neuwirth | 625       | Identadresse Bockbergergasse 1-3, Herretweg 4-6, Widholzgasse 1 |
| 841                                                             | BW   | Datei hochladen | Thürnlhofstraße 21–23 Standort             | 1969–1970 | | Natursteinplastik „Kristallförmiger Pfeiler“ von Othmar Jarmer, Mosaizierte flache Betonfigur „Fabelwesen“ von Lieselotte Weigel, Spielplastik „Fische“ von Luise Wolf | 366       | |
| Salvador-Allende-Hof 12                                         | 1 BW | Datei hochladen | Wilhelm-Kreß-Platz 29-30 Standort          | 1963–1968 | Franz Tontur, Rudolf Angelides, Alois Schrimpf, Eduard Berger, Wolfram Schindler, Richard Horner, Otto Frank, Franz Ullmann, Matthäus Jiszda II., Erwin Christoph, Fritz Gerhard Mayr, Leopoldine Schwarzinger, Hans Paar, Anny Beranek | Abstrakt-dekorative Sgraffitowandbilder von Feri Zotter (1963/64), Richard Pechoc (1966), Ernst Erich Müller (1963/64), Peter Palffy (1964/65), Heribert Potuznik (1964/65), Ernst Höffinger (1966–1968), Adolf Frohner (1963/64), Lieselott Beschorner (1966/67), Siegfried Fischer (1963–1966), Peter Jirak (1964–1966), Karl Kreutzberger (1963/64), Carolus Lehner (1964/65), Robert Schmitt (1963/64), Hans Stockbauer (1964–1968), Heinrich Tahedl (1966/67), Johannes Wanke (1964–1966), Peppino Wieternik (1966/67), Fritz Fischer (1966), Roman Haller (1968) | 1092      | Benannt nach Salvador Allende. Identadresse Weißenböckstraße 2-4, Simmeringer Hauptstraße 190–192 |
| 852                                                             | 1    | Datei hochladen | Wilhelm-Otto-Straße 1 Standort             | 1978–1980 | Bertwin Pichler, Bernhard Lindner | | 28        | Identadresse Fuchsröhrenstraße 32 |
| 827                                                             | BW   | Datei hochladen | Wilhelm-Otto-Straße 3–5 Standort           | 1957–1958 | Armin Dolesch | Mosaike „Abstrakte Ornamente“ von Karl Kreutzberger über den Eingängen | 27        | |
| 825                                                             | 1 BW | Datei hochladen | Zippererstraße 14 Standort                 | 1949–1954 | Rudolf Wawrik, Hans Steineder | Mosaikwandbild „Gemüseanbau“ von Hans Babuder | 165       | Identadresse Zippererstraße 19-21 |
| Josef-Haas-Hof 142                                              | 1    | Datei hochladen | Zippererstraße 16–22 Standort              | 1951–1953 | Hans Muttoné, Walter Köhler, Ferdinand Riedl | Skulptur „Flora“ von Edwin Grienauer, Wandmosaik „Freizeitgestaltung“ von Hertha Bucher | 290       | Benannt nach dem Bezirksvorsteher von Simmering Josef Haas (1893–1975) Identadresse Rinnböckstraße 49-53 |

## Siedlungen
| Name / ID                                                     | Foto |                 | Adresse                       | Baujahr   | Architekt(en)               | Kunstobjekte | Wohnungen | Anmerkungen |
| ------------------------------------------------------------- | ---- | --------------- | ----------------------------- | --------- | --------------------------- | ------------ | --------- | --- |
| Siedlung Weißenböckstraße 58 HERIS-ID: 61697 Objekt-ID: 74159 | 1    | Datei hochladen | Weißenböckstraße 1–3 Standort | 1922–1928 | Alfons Hetmanek, Franz Kaym |              | 56        | Denkmalschutz Identadresse Reischekgasse 2-10, Petzoldgasse 1-19, Reischekgasse 12-52, Reischekgasse 56-74, Weißenböckstraße 5-27, Wilhelm-Kreß-Platz 2-20 |